# Cerro Asu Asuni
Cerro Asu Asuni är ett berg i Bolivia.   Det ligger i departementet Oruro, i den västra delen av landet, 400 km väster om huvudstaden Sucre. Toppen på Cerro Asu Asuni är 5 077 meter över havet, eller 135 meter över den omgivande terrängen. Bredden vid basen är 1,3 km.
Terrängen runt Cerro Asu Asuni är kuperad åt nordost, men åt sydväst är den bergig. Trakten runt Cerro Asu Asuni är nära nog obefolkad, med mindre än två invånare per kvadratkilometer.. 
Omgivningarna runt Cerro Asu Asuni är i huvudsak ett öppet busklandskap.